# Parque Nacional de Dry Tortugas
O Parque Nacional de Dry Tortugas (em inglês:  Dry Tortugas National Park) é um parque nacional localizado na Flórida, Estados Unidos.